# امپراتور فرانسه
امپراتور فرانسه (به فرانسوی: Empereur des Français) لقب پادشاه و فرمانروای عالی اولین و دومین امپراتوری فرانسه بود.

## پیشینه

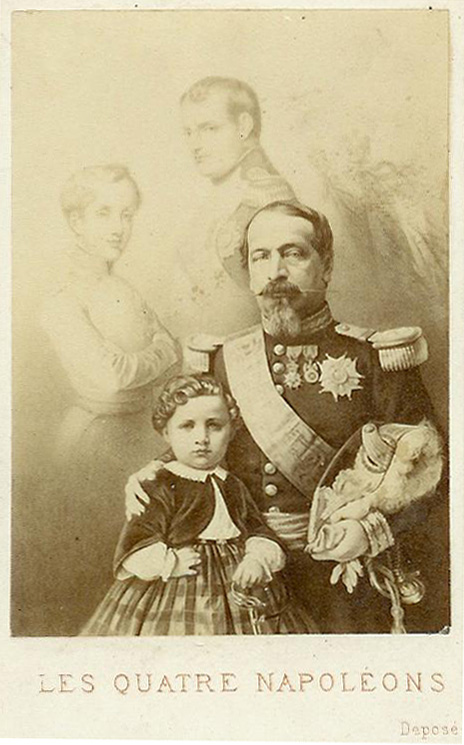
چهار ناپلئون

عنوان و مقامی که دودمان بناپارت از زمانی که ناپلئون در ۱۸ مه ۱۸۰۴ توسط مجلس سنا (به فرانسوی: Sénat conservateur)، از زمانی که ناپلئون در ۱۸ مه ۱۸۰۴ توسط مجلس سنا به عنوان امپراتور معرفی شد و در در ۲ دسامبر ۱۸۰۴ در کلیسای نوتردام پاریس، در پاریس، به عنوان امپراتور فرانسه با تاج امپراتوری بر سر نهاد، آغاز شد.
این عنوان تأکید می‌کرد که امپراتور بر «مردم فرانسه» (ملت) حکومت می‌کند و نه بر فرانسه (دولت). فرمول قدیمی «پادشاه فرانسه» نشان می‌دهد که پادشاه فرانسه را به عنوان دارایی شخصی در اختیار داشت. اصطلاح جدید نشان دهنده پادشاهی مشروطه بود. این عنوان عمداً برای حفظ ظاهر جمهوری فرانسه ایجاد شد و نشان داد که پس از انقلاب فرانسه، سیستم فئودالی کنار گذاشته شد و یک دولت-ملت با شهروندان برابر به عنوان تابعین ایجاد شد. امپراتور آنها (پس از ۱ ژانویه ۱۸۰۹، این دولت رسماً به عنوان امپراتوری فرانسه شناخته شد.)
قرار بود عنوان «امپراتور فرانسوی‌ها» نشان دهد که تاجگذاری ناپلئون بازسازی سلطنت نبود، بلکه معرفی یک نظام سیاسی جدید بود: امپراتوری فرانسه. سلطنت ناپلئون تا ۲۲ ژوئن ۱۸۱۵ ادامه داشت، زمانی که او در نبرد واترلو شکست خورد، تبعید شد و در جزیره سنت هلن زندانی شد، جایی که در ۵ مه ۱۸۲۱ درگذشت. سلطنت او با بازگشت بوربون‌ها در سال ۱۸۱۴ و تبعید او به جزیره الب قطع شد، جایی که کمتر از یک سال بعد از آنجا فرار کرد تا تاج و تخت را پس بگیرد و ۱۱۱ روز دیگر به عنوان امپراتور قبل از شکست نهایی و تبعیدش سلطنت کرد. با گرفتن عنوان «امپراتور» همچنین تأکید کرد که اراده شهروندان فرانسه از نظر حاکمیت با هر کسی برابر است، و به ویژه با آنچه تا این زمان بالاترین حاکمیت در جهان غرب بود: امپراتور مقدس روم برگرفته از امپراتوران روم باستان، و حاکمیت او از خدا سرچشمه می‌گیرد، همان‌طور که توسط تاج‌گذاری او توسط پاپ نشان داده شده‌است.
کمتر از یک سال پس از کودتای ۱۸۵۱ فرانسه توسط برادرزاده ناپلئون لوئی-ناپلئون بناپارت، که با انحلال موفقیت‌آمیز مجمع ملی فرانسه پایان یافت، جمهوری دوم فرانسه به امپراتوری دوم فرانسه تبدیل شد، که توسط رفراندوم در ۷ نوامبر ۱۸۵۲ تأسیس شد. رئیس‌جمهور لوئی ناپلئون بناپارت، منتخب مردم فرانسه، از تاریخ نمادین و تاریخی ۲ دسامبر ۱۸۵۲، رسماً ناپلئون سوم، امپراتور فرانسه شد. حکومت او عملاً در ۲۸ ژوئیه ۱۸۷۰ پایان می‌یابد - قدرت رئیس دولت به همسرش اوژنی دو مونتیژو منتقل شد که به عنوان نایب السلطنه فرانسه حکومت می‌کرد در حالی که ناپلئون سوم با ارتش خود، پاریس را ترک می‌کرد. سلطنت او به‌طور اسمی تا ۴ سپتامبر ۱۸۷۰ ادامه داشت، زیرا او پس از شکست و دستگیری در نبرد سدان در طول جنگ فرانسه و پروس رسماً خلع شد. در مارس ۱۸۷۱ او از بازداشت پروس آزاد شد و به بریتانیا تبعید شد، جایی که در ۹ ژانویه ۱۸۷۳ درگذشت.
از زمان مرگ تنها پسر ناپلئون سوم، لوئی ناپلئون در سال ۱۸۷۹، خاندان بناپارت تعدادی مدعی برای تاج و تخت فرانسه داشته‌است. مدعی فعلی شارل، شاهزاده ناپلئون است که در ۳ مه ۱۹۹۷ رئیس خاندان بناپارت شد. پسرش ژان کریستف، شاهزاده ناپلئون که به عنوان وارث وصیت نامه پدربزرگ مرحوم خود نامیده شد، موقعیت او را به چالش کشید.